# Susanne Wiberg-Gunnarsson
Susanne Wiberg-Gunnarsson, née le 8 septembre 1963 à Örebro, est une kayakiste suédoise.

## Carrière
Susanne Wiberg-Gunnarsson participe aux Jeux olympiques de 1984 à Los Angeles et y remporte la médaille d'argent en K-4 500 m. Lors des Jeux olympiques d'été de 1992 à Barcelone, elle remporte la médaille d'argent en K-2 500 m. Lors des Jeux olympiques d'été de 1996 à Atlanta, elle remporte le titre olympique dans la même épreuve du K-2 500 m.